# Sibelia coreana
Sibelia coreana – gatunek chrząszcza z rodziny gnilikowatych i podrodziny Histerinae.
Chrząszcz o owalnym, lekko wklęsłym, błyszczącym ciele, ubarwionym czarno z rudobrązowymi czułkami i goleniami. Przedplecze z rzędem krawędziowym pełnym po bokach i zanikłym z przodu. Dwa rzędy krawędziowe epipleurów i pokryw pełne i faliste. Wewnętrzny rząd podbarkowy na pokrywach kompletny, a zewnętrzny rząd podbarkowy wgłębiony w połowie nasadowej. Duże, oczkowate punkty obecne na propygidium, a grube i głębokie na pygidium. Przednia krawędź szerokiego i pośrodku wypukłego płata przedpiersia jest ścięta i na środku prawie prosta. Rzędy brzeżne na płacie kompletne. Samiec ma wąski edeagus z wyrostkiem na każdej grzbietowo-bocznej stronie nasadowej ¼.
Gatunek znany z Korei.